# Claudine Schaul
Claudine Schaul (Ciutat de Luxemburg, 20 d'agost de 1983) és una jugadora de tennis professional luxemburguesa. El seu rànquing més alt dins del circuit de la WTA correspon al número 41 aconseguit l'any 2004 i en el seu palmarès destaquen un títol individual i un de dobles en el circuit WTA.

## Biografia
Filla de John i Marguy Schaul, té dos germans: Patrick i Pascal, que també jugà a tennis i formà part de l'equip luxemburguès de Copa Davis. Tant el seu pare com els seus germans són professors i la van introduir al tennis amb quatre anys.
Degut als seus resultats prometedors a l'inicia de la seva carrera, fou premiada amb l'honor de ser la portadora de bandera luxemburguesa durant la cerimònia d'obertura dels Jocs Olímpics d'Atenes 2004.

## Palmarès: 2 (1−1)

### Individual: 1 (1−0)
| Llegenda                     |
| ---------------------------- |
| Grand Slam (0−0)             |
| WTA Tour Championships (0−0) |
| Tier I (0−0)                 |
| Tier II (0−0)                |
| Tier III (1−0)               |
| Tier IV (0−0)                |
| Tier V (0−0)                 |

| Títols per superfície |
| --------------------- |
| Dura (0−0)            |
| Gespa (0−0)           |
| Terra batuda (1−0)    |

| Resultat   | Núm. | Data               | Torneig            | Superfície   | Oponent en la final | Marcador      |
| ---------- | ---- | ------------------ | ------------------ | ------------ | ------------------- | ------------- |
| Guanyadora | 1.   | 22 de maig de 2004 | Estrasburg, França | Terra batuda | Lindsay Davenport   | 2−6, 6−0, 6−3 |

### Dobles: 3 (1−2)
| Llegenda                     |
| ---------------------------- |
| Grand Slam (0−0)             |
| WTA Tour Championships (0−0) |
| Tier I (0−0)                 |
| Tier II (0−1)                |
| Tier III (0−1)               |
| Tier IV (1−0)                |
| Tier V (0−0)                 |

| Títols per superfície |
| --------------------- |
| Dura (1−1)            |
| Gespa (0−1)           |
| Terra batuda (0−0)    |

| Resultat   | Núm. | Data                 | Torneig                         | Superfície | Parella         | Oponents en la final         | Marcador    |
| ---------- | ---- | -------------------- | ------------------------------- | ---------- | --------------- | ---------------------------- | ----------- |
| Guanyadora | 1.   | 17 de gener de 2004  | Canberra, Austràlia             | Dura       | Jelena Kostanić | Caroline Dhenin Lisa McShea  | 6−4, 7−6(3) |
| Finalista  | 1.   | 19 de juny de 2004   | 's-Hertogenbosch, Països Baixos | Gespa      | Jelena Kostanić | Lisa McShea Milagros Sequera | 6−7(3), 3−6 |
| Finalista  | 2.   | 18 de juliol de 2004 | Stanford, Estats Units          | Dura       | Iveta Benešová  | Eleni Daniïlidu Nicole Pratt | 2−6, 4−6    |

## Guardons
- Esportista Luxemburguès de l'Any (2003)